# 藤戸地区
藤戸地区（ふじとちく）は、岡山県倉敷市倉敷地域にある地区である。かつての児島郡藤戸町（ふじとちょう）に相当する。倉敷市立天城小学校区とほぼ同じであるため、天城（あまき）とも呼ばれる。
狭義では、同地域内の大字藤戸町藤戸、天城と呼ぶ場合も狭義では同地域内の大字藤戸町天城を指す。

## 概要

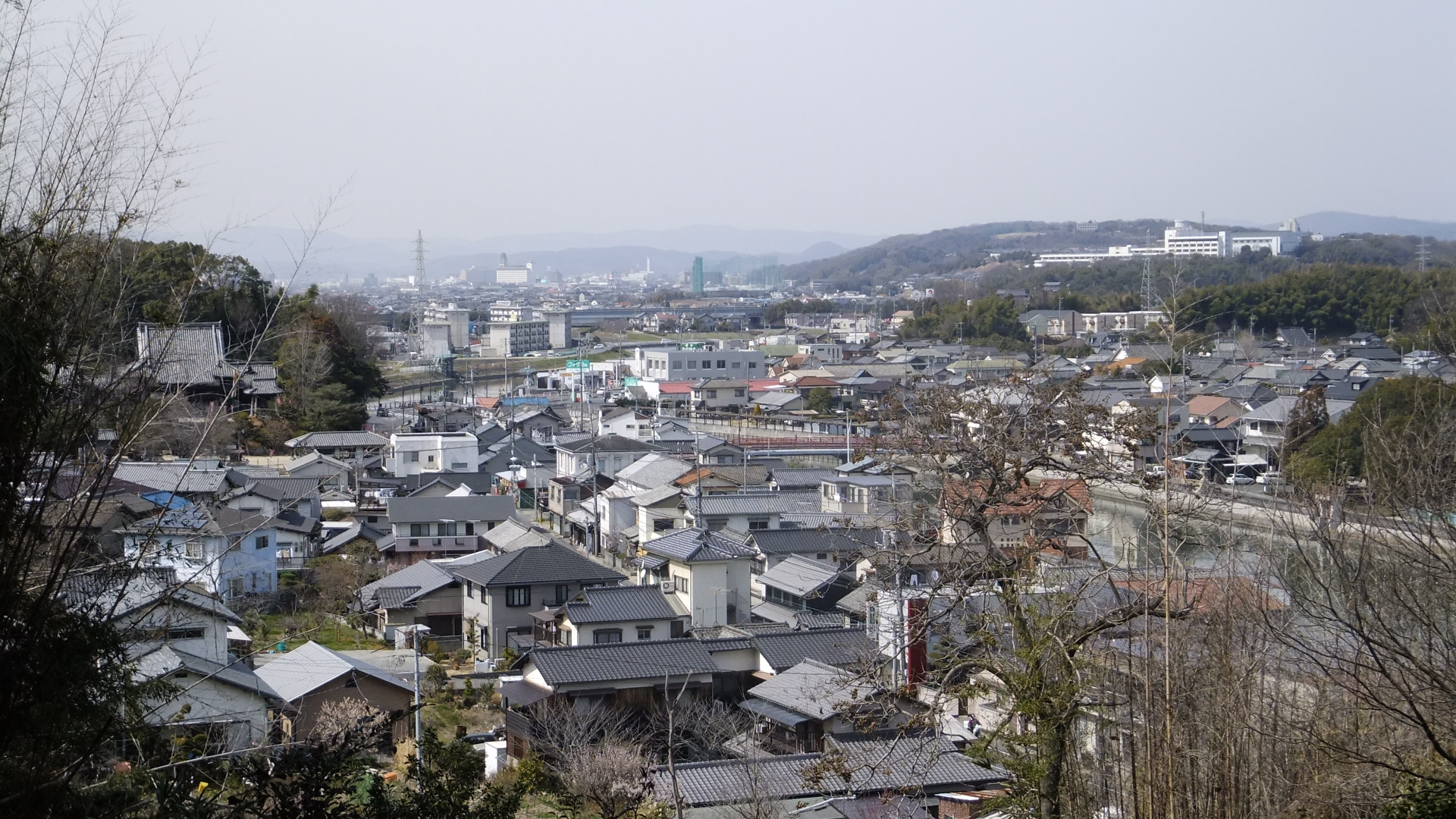
藤戸の町並み

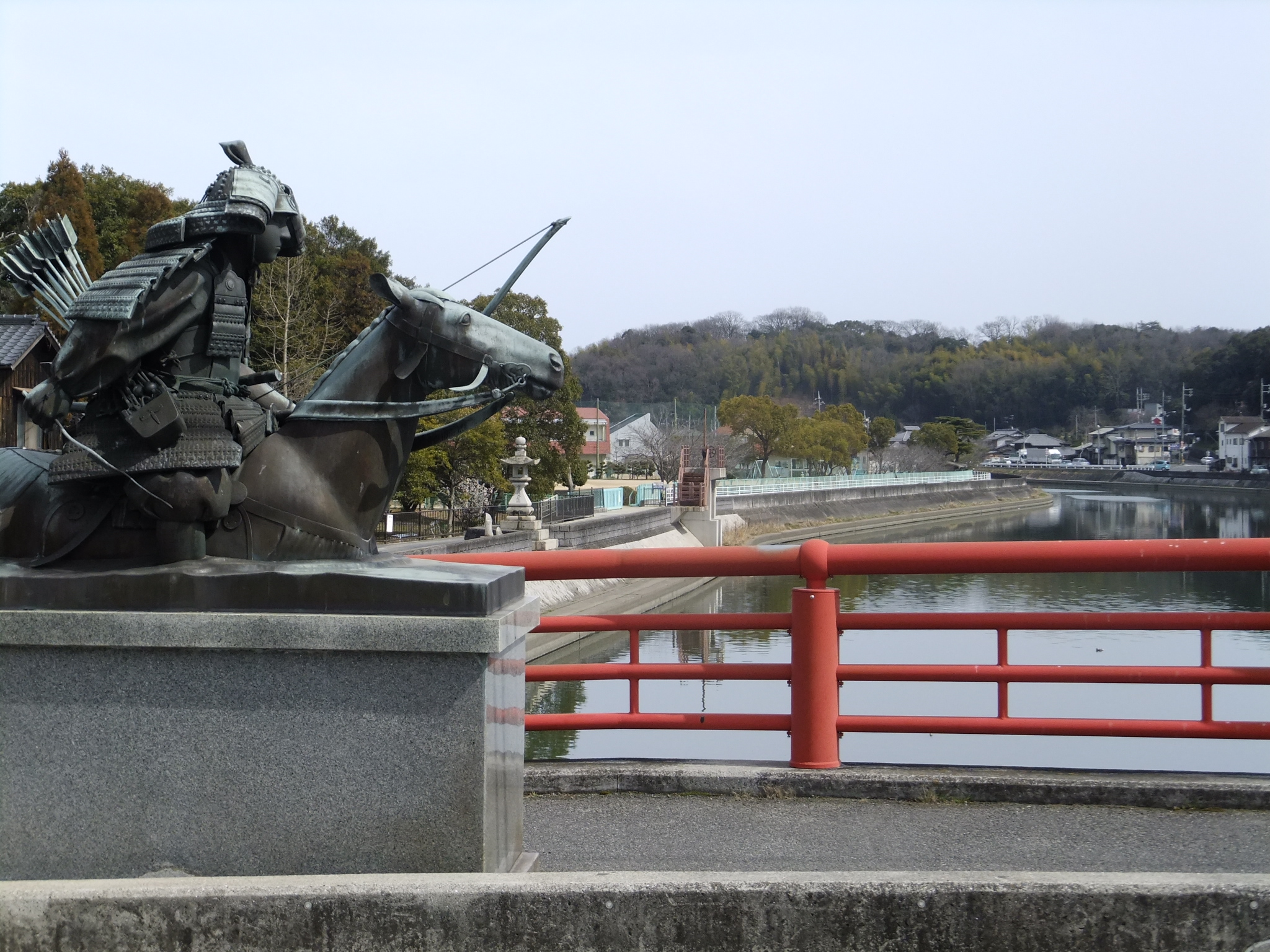
盛綱橋と佐々木盛綱の銅像

藤戸町藤戸（ふじとちょう ふじと）、藤戸町天城（- あまき）、天城台（あまきだい）1〜4丁目からなる（なお、以降の記述において、大字の一部である「藤戸町」の表記は略す）。
藤戸・天城両村は、明治までは周辺の商業文化の中心として繁栄を極めたが、近代交通の発展に伴い商業文化は次第に衰え、倉敷市との合併に至った。
明治16年2月に児島郡藤戸村と天城村が合併し、同郡藤戸村を新設。同22年6月1日の村制実施を経て、大正年に町制実施により藤戸町となる。昭和29年12月1日に倉敷市（旧）となり、昭和42年2月1日に新・倉敷市となった。

## 地域

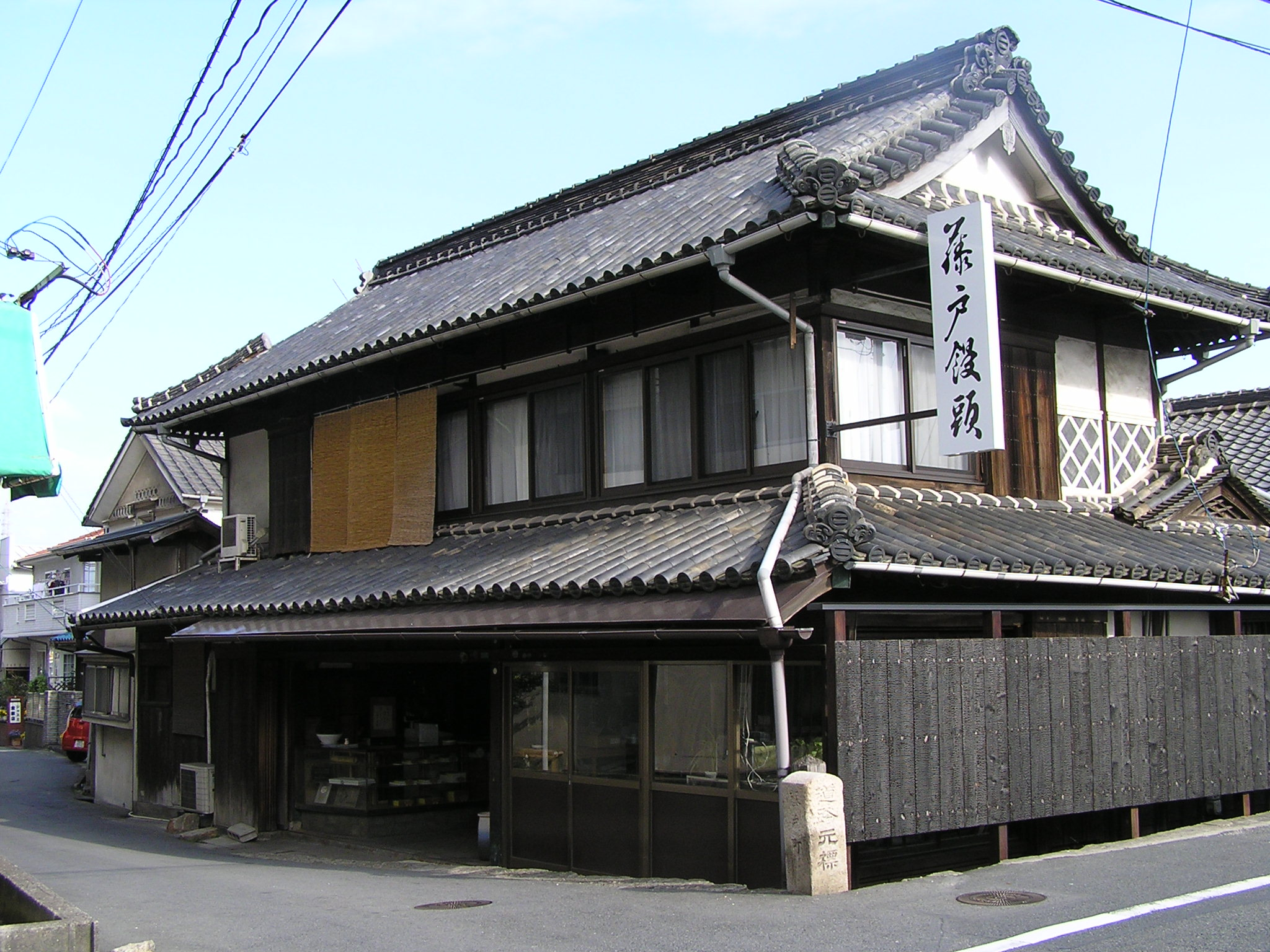
藤戸饅頭本舗

### 藤戸
旧児島郡の北西端にあたり、倉敷川の西岸に位置する。面積は約4.781平方キロメートル。川岸近くに家並をつくり、塩干（ひぼうし）の丘と呼ばれる丘の北側にも集落をなしている。川岸に沿う丘上には、源平合戦に所縁のある真言宗の古刹・藤戸寺があり、その門前町として当地の中心的集落が生まれた。
児島が本土と離れていた頃、当地と天城（後述）の間には海峡があり藤戸の鳴門（藤戸海峡）と呼ばれ、藤戸付近は特に狭い地点で、「渡（と）」とも呼ばれ、海上交通の要衝となっていた。藤戸寺門前町は港町としても機能し、藤戸の渡しと呼ばれた。また、江戸時代には、金比羅往来が通過しており、陸上交通においても要衝であった。
そのため源平時代には平家方海上勢力の基地にされていたことが、寿永3年12月に行われた藤戸合戦の戦記に記されている。
『東備郡村誌』には、「上昔備前の内海埋まらず広がりしときは、これを吉備の穴海といいて、この藤戸の辺りは迫門（せと）にて西備の海に連れり」とあり、また「潮汐の張落に応い波また自ら乱流し、これを臨むに藤花の風に斜なる如くみゆ、依りてその名を得る所なり」と地名の期限を潮流のさまに結びつけている。
江戸時代になった頃には、児島郡藤戸村と称するようになる。江戸時代初頭から粒江沖など周辺が干拓されていくと、藤戸海峡は、現在の倉敷川の前身となる汐川となる。正保4年に、天城との間の汐川に中洲を中継ぎとする形で長さ20間の橋が架けられた。『吉備温故』には、田畑38町3反、家98軒、人口男女551人、池21ヶ所、船5艘を挙げている。
近代においては、米・麦・イグサが主要な農産物で、畳表・ゴザを特産としていたが、現在は衰退している。藤戸寺や浮洲岩など藤戸海峡に名残がある遺跡があり、藤戸寺の石造五重塔は岡山県の重要文化財に指定されている。
また、藤戸寺や藤戸合戦に由来する藤戸寺門前町の名物菓子であった藤戸饅頭は、現在も名物菓子として知られている。
現在、主要地方道・岡山県道倉敷玉野線（天城街道）などが通過し、交通量が多い。

### 天城
旧児島郡の北西部に位置し、前述の藤戸の倉敷川対岸にあたる。
児島が島嶼だった頃、当地は広田島（標高34m）と呼ばれる島であった。広田島は小規模の漁業集落が古くからあり、それが次第に発達していった。藤戸と天城（広田島）の間は、前述の通り海峡で、これが倉敷川の前身となった。
『藤戸町誌』には、広田島の西部の桜山に清海大膳なる者が元久年間（1204〜1205）に城を築城しており、嘉吉2年（1442年）には尼子氏家臣の天野六左右衛門が居城し、天城と称したとある。鎌倉時代より内海航路の要衝を押さえる水城のようなものが当地にあり、天野氏の居城が地名の由来としている。
江戸時代になると、当地は岡山藩の領分となる。児島郡下津井にある岡山藩の所有する下津井城にいた岡山藩家老・池田出羽守由成は、一国一条令の影響による下津井城廃城に伴い、天城に陣屋を構え（天城陣屋）て移り、さらに領地を領有（3万2千石）し天城知行所を開いた。天城陣屋は広田山の西北端に設け、通称「お茶屋」とも呼ばれた。267畳半の建物が一群をなした構えで、これを基準に家老屋敷、侍屋敷を定め、山下を流れる川の対岸には寺院を配した屋敷町があった。また桜山の南麓には従来からあった農家が片原町を形成、片原町と侍屋敷（武家町）との間に商人町と職人町を置き、各地から商人・職人が呼び寄せられた。このようにして天城陣屋町が形成され、その規模は城下町に匹敵するほどであった。陣屋町から郊外へ出ると、周囲は海域で、干潮時には干潟や葦原、湿地帯などが広がる状況で、新開地にある陣屋町というべき景観であった。
『吉備温故』には、享保7年の改帳により、侍屋敷を除いて田畑25町2反、家115軒、男女733人を挙げている。
正保4年には天城側から汐川（倉敷川）に突堤を築き、中洲をまたいで大橋と小橋を架け、藤戸と天城が連絡され、両地域の間を船で渡る必要がなくなった。現在は、大橋（盛綱橋）のっみとなっている。
寛永年間から北部は干拓されてゆき、寛永年間から延宝年間に開墾された川子岩（こうごいわ）新田、柳田新田、楳之浦新田、外新田などの新田が生まれ、本土と陸続きとなる。なお、六間川に沿う長浜新田や倉敷川に沿う片原新田などは明治になってからの開発である。
当地には藤戸合戦に所縁のある藤戸海峡関連の遺跡である笹無山や経ヶ島があり、経ヶ島には佐々木盛綱建立と伝わる鎌倉時代の宝塔が残る。また、天城陣屋の正門が地区内の静光寺に移築され現存する。
近年は、地方県道倉敷玉野線を天城街道と呼ばれ、県道沿いに商店（特にロードサイド型店舗）が多く立地し、天城銀座と通称も生まれた。倉敷・岡山のベッドタウンとして宅地化が進展。丘陵部一帯は宅地造成が著しく、新たに天城台1〜4丁目の大字が新設された。

## 人口・世帯数
平成26年3月末現在。
| 町字         | 世帯数 | 男性人口 | 女性人口 | 総人口 | 備考 |
| ------------ | ------ | -------- | -------- | ------ | ---- |
| 藤戸町藤戸   | 885    | 1133     | 1249     | 2382   |      |
| 藤戸町天城   | 1901   | 2375     | 2507     | 4882   |      |
| 天城台１丁目 | 109    | 114      | 140      | 254    |      |
| 天城台２丁目 | 110    | 115      | 133      | 248    |      |
| 天城台３丁目 | 117    | 134      | 156      | 290    |      |
| 天城台４丁目 | 139    | 158      | 165      | 323    |      |
| 合計         | 3261   | 4029     | 4350     | 8379   |      |

## 郵便番号
- 藤戸町藤戸 - 710-0133
- 藤戸町天城 - 710-0132
- 天城台 - 710-0131

## 学区
小学校
全域が、倉敷市立天城小学校区。
中学校
全域が、倉敷市立多津美中学校区。

## 特産
農産品
- 米
- 麦 - 現在は衰退
- イグサ - 現在は衰退

加工品
- 畳表・ゴザ - 現在は衰退

食品
- 藤戸饅頭

## 主要施設
公共施設
- 倉敷市役所藤戸市民サービスコーナー

教育・保育
- 天城保育園 - 天城
- 倉敷市立天城幼稚園 - 天城
- 倉敷市立天城小学校 - 天城
- 岡山県立倉敷天城中学校・高等学校 - 天城

神社仏閣
- 素戔嗚神社 - 藤戸
- 龍王神社 - 藤戸
- 広田神社 - 天城
- 恵美須神社 - 天城
- 日向神社 - 天城
- 天神社 - 天城
- 藤戸寺 - 真言宗、藤戸
- 遍照院 - 真言宗、天城
- 静光寺 - 一向宗、天城
- 海善寺 - 臨済宗、天城
- 正福寺 - 日蓮宗、天城
- 正覚寺 - 天城

その他宗教施設
- 日本基督教団天城教会 - 天城

## 名所・旧跡
- 浮洲岩 - 藤戸
- 笹無山 - 天城
- 経ヶ島 - 天城
- 天城陣屋跡 - 天城
- 天城陣屋正門 - 天城

## 交通

### 道路
- 岡山県道22号倉敷玉野線（天城街道）
- 岡山県道165号藤戸早島線
- 岡山県道275号藤戸連島線
- 茶屋町児島自転車道（下津井電鉄線跡）

### 路線バス
- 下電バス天城線：倉敷駅－天城上之町－藤戸寺下－藤戸－東新町－児島駅

## 出身・ゆかりのある人物
- 津下紋太郎（カルピス製造社長）[6] - 津下家は代々天城に住し、古くは農を業とし、荒物酒類商を営む[6]。
- 星島謹一郎（貴族院議員）
- 星島義兵衛（岡山商工会議所初代会頭）
- 星島二郎（衆議院議長）